# Pseudotrimezia concava
Pseudotrimezia concava är en irisväxtart som beskrevs av Pierfelice Ravenna. Pseudotrimezia concava ingår i släktet Pseudotrimezia och familjen irisväxter. Inga underarter finns listade i Catalogue of Life.